# Tibellus pateli
Tibellus pateli är en spindelart som beskrevs av Benoy Krishna Tikader 1980. Tibellus pateli ingår i släktet Tibellus och familjen snabblöparspindlar. Inga underarter finns listade i Catalogue of Life.